# 複製畫
複製畫（英語：art prints）是对畫像採用拷贝技术製作出的複製品。一般用于裝飾、教學、策展等目的。

## 簡介
最早是作者自己將畫作複製，再將複製品賣給一般民眾。根據畫者的知名度和畫作大小價格也取之不同。